# المپیک زمستانی ۲۰۲۲
بازی‌های المپیک زمستانی ۲۰۲۲ با نام رسمی (XXIV Olympic Winter Games) به مجموعه رویداد چندورزشی مانند اسکی گفته می‌شود. این رقابت‌ها از ۴ فوریه ۲۰۲۲ آغاز و در ۲۰ فوریه پایان یافت. آلماتی و پکن دو شهر نامزد برای برگزاری این مسابقات بودند و در نهایت پکن بعنوان میزبان المپیک زمستانی ۲۰۲۲ معرفی شد. پایتخت چین اولین شهری بود که هم میزبان المپیک تابستانی و هم زمستانی بوده است. با وجود اعتراض فعالان حقوق بشر و نگرانی از کمبود برف طبیعی در کوه‌ها، پکن به دلیل میزبانی موفق المپیک ۲۰۰۸، بدل به شانس اول میزبانی المپیک زمستانی شد و در رقابت نهایی، با ۴۴ رای در مقابل ۴۰ رای آلماتی، میزبانی را به دست آورد.

## ورزش‌ها
- اسکی آلپاین (۱۱) (جزئیات)
- ورزش دوگانه (۱۱) (جزئیات)
- بابسلد (۴) (جزئیات)
- اسکی صحرانوردی (۱۲) (جزئیات)
- کرلینگ (۳) (جزئیات)
- اسکیت نمایشی (۵) (جزئیات)
- اسکی نمایشی (۱۳) (جزئیات)
- هاکی روی یخ (۲) (جزئیات)
- لژسواری (۴) (جزئیات)
- نوردیک ترکیبی (۳) (جزئیات)
- اسکیت سرعت مسیر کوتاه (۹) (جزئیات)
- اسکلتون (۲) (جزئیات)
- اسکی پرش (۵) (جزئیات)
- اسنوبردسواری (۱۱) (جزئیات)
- اسکیت سرعت (۱۴) (جزئیات)

## تقویم
| OC | مراسم افتتاحیه | ● | مسابقات رویداد | ۱ | فینال رویداد | EG | گالا نمایشگاه | CC | مراسم پایانی |

| فوریه ۲۰۲۲            | فوریه ۲۰۲۲            | ۲ چهارشنبه | ۳ پنج‌شنبه | ۴ جمعه | ۵ شنبه | ۶ یکشنبه | ۷ دوشنبه | ۸ سه‌شنبه | ۹ چهارشنبه | ۱۰ پنج‌شنبه | ۱۱ جمعه | ۱۲ شنبه | ۱۳ یکشنبه | ۱۴ دوشنبه | ۱۵ سه‌شنبه | ۱۶ چهارشنبه | ۱۷ پنج‌شنبه | ۱۸ جمعه | ۱۹ شنبه | ۲۰ یکشنبه | رویدادها       |
| --------------------- | --------------------- | ---------- | --------- | ------ | ------ | -------- | -------- | -------- | ---------- | ---------- | ------- | ------- | --------- | --------- | --------- | ----------- | ---------- | ------- | ------- | --------- | -------------- |
| تشریفات               | تشریفات               |            |           | OC     |        |          |          |          |            |            |         |         |           |           |           |             |            |         |         | CC        | —              |
| اسکی آلپاین           | اسکی آلپاین           |            |           |        |        | ۱        | ۱        | ۱        | ۱          | ۱          | ۱       |         | ۱         |           | ۱         | ۱           | ۱          |         | ۱       |           | 11             |
| بیاتلون               | بیاتلون               |            |           |        | ۱      |          | ۱        | ۱        |            |            | ۱       | ۱       | ۲         |           | ۱         | ۱           |            | ۱       | ۱       |           | 11             |
| باب سورتمه            | باب سورتمه            |            |           |        |        |          |          |          |            |            |         |         | ●         | ۱         | ۱         |             |            | ●       | ۱       | ۱         | 4              |
| اسکی کراس کانتری      | اسکی کراس کانتری      |            |           |        | ۱      | ۱        |          | ۲        |            | ۱          | ۱       | ۱       | ۱         |           |           | ۲           |            |         | ۱       | ۱         | 12             |
| حلقه زدن              | حلقه زدن              | ●          | ●         | ●      | ●      | ●        | ●        | ۱        | ●          | ●          | ●       | ●       | ●         | ●         | ●         | ●           | ●          | ●       | ۱       | ۱         | 3              |
| رقص روی یخ            | رقص روی یخ            |            |           | ●      |        | ●        | ۱        | ●        |            | ۱          |         | ●       |           | ۱         | ●         |             | ۱          | ●       | ۱       | EG        | 5              |
| اسکی آزاد             | اسکی آزاد             |            | ●         |        | ۱      | ۱        | ●        | ۱        | ۱          | ۱          |         |         | ●         | ۲         | ۱         | ۱           | ۱          | ۲       | ۱       |           | 13             |
| هاکی روی یخ           | هاکی روی یخ           |            | ●         | ●      | ●      | ●        | ●        | ●        | ●          | ●          | ●       | ●       | ●         | ●         | ●         | ●           | ۱          | ●       | ●       | ۱         | 2              |
| لوژ                   | لوژ                   |            |           |        | ●      | ۱        | ●        | ۱        | ۱          | ۱          |         |         |           |           |           |             |            |         |         |           | 4              |
| نوردیک ترکیب‌شده       | نوردیک ترکیب‌شده       |            |           |        |        |          |          |          | ۱          |            |         |         |           |           | ۱         |             | ۱          |         |         |           | 3              |
| اسکیت سرعت مسیر کوتاه | اسکیت سرعت مسیر کوتاه |            |           |        | ۱      |          | ۲        |          | ۱          |            | ۱       |         | ۲         |           |           | ۲           |            |         |         |           | 9              |
| اسکلت                 | اسکلت                 |            |           |        |        |          |          |          |            | ●          | ۱       | ۱       |           |           |           |             |            |         |         |           | 2              |
| پرش با اسکی           | پرش با اسکی           |            |           |        | ۱      | ۱        | ۱        |          |            |            | ●       | ۱       |           | ۱         |           |             |            |         |         |           | 5              |
| اسنوبورد              | اسنوبورد              |            |           |        | ●      | ۱        | ۱        | ۲        | ۱          | ۲          | ۱       | ۱       |           | ●         | ۲         |             |            |         |         |           | 11             |
| اسکیت سرعتی           | اسکیت سرعتی           |            |           |        | ۱      | ۱        | ۱        | ۱        |            | ۱          | ۱       | ۱       | ۱         |           | ۲         |             | ۱          | ۱       | ۲       |           | 14             |
| رویدادهای روزانهٔ مدال | رویدادهای روزانهٔ مدال | ۰          | ۰         | ۰      | ۶      | ۷        | ۸        | ۱۰       | ۶          | ۸          | ۷       | ۶       | ۷         | ۵         | ۹         | ۷           | ۶          | ۴       | ۹       | ۴         | ۱۰۹            |
| مجموع تجمعی           | مجموع تجمعی           | ۰          | ۰         | ۰      | ۶      | ۱۳       | ۲۱       | ۳۱       | ۳۷         | ۴۵         | ۵۲      | ۵۸      | ۶۵        | ۷۰        | ۷۹        | ۸۶          | ۹۲         | ۹۶      | ۱۰۵     | ۱۰۹       | ۱۰۹            |
| فوریه ۲۰۲۲            | فوریه ۲۰۲۲            | ۲ چهارشنبه | ۳ پنج‌شنبه | ۴ جمعه | ۵ شنبه | ۶ یکشنبه | ۷ دوشنبه | ۸ سه‌شنبه | ۹ چهارشنبه | ۱۰ پنج‌شنبه | ۱۱ جمعه | ۱۲ شنبه | ۱۳ یکشنبه | ۱۴ دوشنبه | ۱۵ سه‌شنبه | ۱۶ چهارشنبه | ۱۷ پنج‌شنبه | ۱۸ جمعه | ۱۹ شنبه | ۲۰ یکشنبه | مجموع رویدادها |

## جدول مدال‌ها
*   کشور میزبان
| رتبه           | NOC                 | طلا | نقره | برنز | مجموع |
| -------------- | ------------------- | --- | ---- | ---- | ----- |
| ۱              | نروژ                | ۱۶  | ۸    | ۱۳   | ۳۷    |
| ۲              | آلمان               | ۱۲  | ۱۰   | ۵    | ۲۷    |
| ۳              | چین*                | ۹   | ۴    | ۲    | ۱۵    |
| ۴              | ایالات متحده آمریکا | ۸   | ۱۰   | ۷    | ۲۵    |
| ۵              | سوئد                | ۸   | ۵    | ۵    | ۱۸    |
| ۶              | هلند                | ۸   | ۵    | ۴    | ۱۷    |
| ۷              | اتریش               | ۷   | ۷    | ۴    | ۱۸    |
| ۸              | سوئیس               | ۷   | ۲    | ۵    | ۱۴    |
| ۹              | چین                 | ۶   | ۱۲   | ۱۴   | ۳۲    |
| ۱۰             | فرانسه              | ۵   | ۷    | ۲    | ۱۴    |
| ۱۱             | کانادا              | ۴   | ۸    | ۱۴   | ۲۶    |
| ۱۲             | ژاپن                | ۳   | ۶    | ۹    | ۱۸    |
| ۱۳             | ایتالیا             | ۲   | ۷    | ۸    | ۱۷    |
| ۱۴             | کره جنوبی           | ۲   | ۵    | ۲    | ۹     |
| ۱۵             | اسلوونی             | ۲   | ۳    | ۲    | ۷     |
| ۱۶             | فنلاند              | ۲   | ۲    | ۴    | ۸     |
| ۱۷             | نیوزیلند            | ۲   | ۱    | ۰    | ۳     |
| ۱۸             | استرالیا            | ۱   | ۲    | ۱    | ۴     |
| ۱۹             | بریتانیای کبیر      | ۱   | ۱    | ۰    | ۲     |
| ۲۰             | مجارستان            | ۱   | ۰    | ۲    | ۳     |
| ۲۱             | اسلواکی             | ۱   | ۰    | ۱    | ۲     |
| ۲۱             | بلژیک               | ۱   | ۰    | ۱    | ۲     |
| ۲۱             | جمهوری چک           | ۱   | ۰    | ۱    | ۲     |
| ۲۴             | بلاروس              | ۰   | ۲    | ۰    | ۲     |
| ۲۵             | اسپانیا             | ۰   | ۱    | ۰    | ۱     |
| ۲۵             | اوکراین             | ۰   | ۱    | ۰    | ۱     |
| ۲۷             | استونی              | ۰   | ۰    | ۱    | ۱     |
| ۲۷             | لتونی               | ۰   | ۰    | ۱    | ۱     |
| ۲۷             | لهستان              | ۰   | ۰    | ۱    | ۱     |
| مجموع (۲۹ NOC) | مجموع (۲۹ NOC)      | ۱۰۹ | ۱۰۹  | ۱۰۹  | ۳۲۷   |

## کشورهای شرکت‌کننده
- آلبانی (1)[۳]
- ساموآی آمریکا (1)[۴]
- آندورا (5)[۵]
- آرژانتین (6)[۶]
- ارمنستان (6)[۷]
- استرالیا (44)[۸]
- اتریش (106)[۹]
- جمهوری آذربایجان (2)[۱۰]
- بلاروس (26)[۱۱]
- بلژیک (19)[۱۲]
- بولیوی (2)[۱۳]
- بوسنی و هرزگوین (6)[۱۴]
- برزیل (10)[۱۵]
- بلغارستان (16)[۱۶]
- کانادا (215)[۱۷]
- شیلی (4)[۱۸]
- چین (182)[۱۹] (میزبان)
- کلمبیا (3)[۲۰]
- کرواسی (11)[۲۱]
- قبرس (1)[۲۲]
- جمهوری چک (113)[۲۳]
- دانمارک (62)[۲۴]
- اکوادور (1)[۲۵]
- اریتره (1)[۲۶]
- استونی (26)[۲۷]
- فنلاند (95)[۲۸]
- فرانسه (86)[۲۹]
- گرجستان (9)[۳۰]
- آلمان (149)[۳۱]
- غنا (1)[۳۲]
- بریتانیای کبیر (50)[۳۳]
- یونان (5)[۳۴]
- هائیتی (1)[۳۵]
- هنگ کنگ (3)[۳۶]
- مجارستان (14)[۳۷]
- ایسلند (5)[۳۸]
- هند (1)[۳۹]
- ایران (3)[۴۰]
- ایرلند (6)[۴۱]
- اسرائیل (6)[۴۲]
- ایتالیا (118)[۴۳]
- جامائیکا (7)[۴۴]
- ژاپن (124)[۴۵]
- قزاقستان (34)[۴۶]
- کوزوو (2)[۴۷]
- قرقیزستان (1)[۴۸]
- لتونی (۵۷)
- لبنان (3)[۴۹]
- لیختن‌اشتاین (2)[۵۰]
- لیتوانی (13)[۵۱]
- لوکزامبورگ (2)[۵۲]
- ماداگاسکار (2)[۵۳]
- مالزی (2)[۵۴]
- مالت (1)[۵۵]
- مکزیک (4)[۵۶]
- مولداوی (5)[۵۷]
- موناکو (3)[۵۸]
- مغولستان (2)[۵۹]
- مونته‌نگرو (3)[۶۰]
- مراکش (1)[۶۱]
- هلند (41)[۶۲]
- نیوزیلند (15)[۶۳]
- نیجریه (1)[۶۴]
- مقدونیه شمالی (3)[۶۵]
- نروژ (84)[۶۶]
- پاکستان (1)[۶۷]
- پرو (1)[۶۸]
- فیلیپین (1)[۶۹]
- لهستان (57)[۷۰]
- پرتغال (3)[۷۱]
- پورتوریکو (2)[۷۲]
- چین (212)[الف][۷۳]
- رومانی (21)[۷۴]
- سان مارینو (2)[۷۵]
- عربستان سعودی (1)[۷۶]
- صربستان (2)[۷۷]
- اسلواکی (50)[۷۸]
- اسلوونی (44)[۷۹]
- کره جنوبی (64)[۸۰]
- اسپانیا (14)[۸۱]
- سوئد (116)[۸۲]
- سوئیس (167)[۸۳]
- چین تایپه (4)[۸۴]
- تایلند (4)[۸۵]
- تیمور شرقی (1)[۸۶]
- ترینیداد و توباگو (2)[۸۷]
- ترکیه (7)[۸۸]
- اوکراین (45)[۸۹]
- ایالات متحده آمریکا (224)[۹۰]
- ازبکستان (1)[۹۱]
- جزایر ویرجین (1)[۹۲]

## یادداشت
1. ↑  Neutral athletes from Russia competed under the flag of the Russian Olympic Committee.